# Borucino (województwo wielkopolskie)
Borucino – wieś w Polsce położona w województwie wielkopolskim, w powiecie złotowskim, w gminie Okonek.
W latach 1975–1998 miejscowość administracyjnie należała do województwa pilskiego. 
We wsi znajduje się niewielki kościół pod wezwaniem Wniebowzięcia Najświętszej Maryi Panny.